# Guinea-Bissaus damlandslag i fotboll
Guinea-Bissaus damlandslag i fotboll representerar Guinea-Bissau i fotboll på damsidan. Dess förbund är Federação de Futebol da Guiné-Bissau.